# Tupigea iguassuensis
Tupigea iguassuensis är en spindelart som först beskrevs av Cândido Firmino de Mello-Leitão 1918.  
Tupigea iguassuensis ingår i släktet Tupigea och familjen dallerspindlar. Inga underarter finns listade i Catalogue of Life.